# Gravinas
Gravinas este o arie protejată (arie specială de conservare — SAC, sit de importanță comunitară — SCI, arie de protecție specială avifaunistică — SPA) din Letonia întinsă pe o suprafață de 7,34 ha, integral pe uscat.

## Localizare
Centrul sitului Gravinas este situat la coordonatele 56°30′53″N 21°52′20″E / 56.5147°N 21.8721°E.

## Înființare
Situl Gravinas a fost declarat arie de protecție specială avifaunistică în decembrie 2003 pentru a proteja 1 specie de plante. Alte tipuri de protecție:
- sit de importanță comunitară (în mai 2004)
- arie specială de conservare (în mai 2004)[1][3][4]

## Biodiversitate
Situată în ecoregiunea boreală, aria protejată conține 3 habitate naturale: Izvoare petrifiante cu formare de travertin (Cratoneurion), Păduri pe pante, grohotișuri și ravene de Tilio-Acerion, Păduri aluvionare cu Alnus glutinosa și Fraxinus excelsior (Alno-Padion, Alnion incanae, Salicion albae).
La baza desemnării sitului se află o specie protejată de  plante: papucul doamnei (Cypripedium calceolus).
Pe lângă speciile protejate, pe teritoriul sitului au mai fost identificate 6 specii de plante.